# 国鉄リ1900形貨車
国鉄リ1900形貨車（こくてつリ1900がたかしゃ）は、かつて日本国有鉄道（国鉄）およびその前身である鉄道省等に在籍した12 t積みの土運車である。

## 概要
1928年（昭和3年）5月の車両称号規程改正によりツ3298形 23両がリ1900形（リ1900 - リ1922）に形式名変更された。ツ3298形（ツ3298 - ツ3327）は、北海道鉄道が天野工場にて製造した車両30両が1907年（明治40年）7月1日に国有化され際定められた形式である。ツ3298形の製造数は30両であるがリ1900形へ引き継がれた車両数は23両であるのは既に7両が廃車になった為と思われる。
1944年（昭和19年）7月1日に胆振縦貫鉄道が戦時体制により国有化され、胆振縦貫鉄道に在籍していたト10形3両（ト10 - ト12→リ1923 - リ1925）は本形式へ編入された。
以上合計26両の車両が運用された。土運車ではあるが外観からは無蓋車との識別は困難である。
車体塗色は黒一色であり、寸法関係は、全長は7,620 mm、全幅は2,337 mm、全高は1,689 mm、実容積は6.3 m3、自重は4.6 t - 5.4 tである。
1957年（昭和32年）2月1日に最後まで在籍した1両（リ1914）が廃車になり形式消滅した。